# Andrew Burdin
Andrew „Andy“ Burdin (* 18. November 1964) ist ein ehemaliger australischer Beachvolleyballspieler. Er wurde mehrfach Meister seines Heimatlandes.

## Karriere
1990 gewannen Julien Prosser und Andy Burdin die australische Meisterschaft. Im folgenden Jahr konnten sie ihren Titel verteidigen. In derselben Spielzeit gelang ihnen der größte gemeinsame internationale Erfolg, als sie bei den FIVB Open in Yokohama auf dem Treppchen standen. Im Spiel um Bronze hatten sie zuvor die Italiener Gianni Mascagna / Marco Solustri bezwungen. Noch in derselben Saison, jedoch im neuen Jahr, erreichten sie in der größten Stadt ihres Heimatlandes die Vorschlussrunde, ein Resultat, das sie ebenfalls in 1992 in Enoshima noch einmal bestätigen konnten. 1993 zum Ende der Spielzeit in Rio de Janeiro und zu Beginn der neuen in Enoshima únd Miami erkämpften sie dreimal in Folge den sechsten Rang, bevor sie in der brasilianischen Metropole noch einmal Siebte wurden. 
Nach einem erneuten Landesmeistertitel gehörten sie bei den Goodwill Games 1994 in Sankt Petersburg, einem Event, bei dem zum ersten Mal Beachvolleyball auf dem Programm stand und an dem nur acht ausgesuchte Paare teilnehmen durften, ein weiteres Mal zu den vier Halbfinalisten. Die Australier, zu diesem Zeitpunkt auf Platz sieben der Weltrangliste, mussten sich in ihrem ersten Spiel mit den Europa- und französischen Meistern Jean-Philippe Jodard / Christian Penigaud auseinandersetzen. Nach einer 8:2-Führung lag das Duo vom kleinsten Kontinent der Erde mit 12:13 zurück, ehe Burdin mit starken Aufschlägen den 15:13-Spielgewinn sicherstellte. Gegen die russischen Gegner Gennadi Tscheremisow / Ruschan Dajanow lagen Prosser / Burdin schon mit 0:5 zurück, siegten aber letztendlich mit 15:8. (bzw. 15:9) Anschließend wurden die Beach Volleyroos noch Neunte in Marseille und Enoshima, Dreizehnte in Carolina und Achte in Fortaleza, bevor sie sich nach dem 17. Rang in Rio beim letzten Turnier der Saison 1994/95 trennten.
Mit seinen weiteren Partnern Edi Vukosa und Andrew Schacht konnte Andy Burdin nie an die bisherigen Erfolge anknüpfen, mit Ersterem wurde er Siebzehnter bei den Open in Ostende sowie auf Teneriffa und Bali, mit Letzterem erreichte er die gleichen Platzierungen bei den brasilianischen Open und beim Grand Slam in Pornichet. Mit Chook Hreszczuk nahm er an den ersten offiziellen Beachvolleyballweltmeisterschaften der FIVB in Los Angeles teil und beendete nach dem Ausscheiden in der Qualifikation seine internationale Karriere.

## Wirken als Funktionär
1997 wurde der ehemalige Beachvolleyballspieler zum australischen Volleyball-Entwicklungsbeauftragten ernannt. Bei der Fédération Internationale de Volleyball (FIVB) ist er mit zwei Kollegen für Innovation und Technik zuständig.

## Auszeichnungen
Zu Ehren des Sportlers wurde der Andy Burdin Shield in Australien eingeführt. Diese Auszeichnung wird jährlich vergeben und erhält der Verband des Bundesstaates, der in der Gesamtheit der Jugend- und Juniorenmeisterschaften des Landes am erfolgreichsten abschneidet.